# Rhamphicarpa
Rhamphicarpa es un género con 25 especies descritas de plantas fanerógamas perteneciente a la familia Scrophulariaceae. Ahora clasificada dentro de la familia Orobanchaceae.

## Taxonomía
El género fue descrito por George Bentham y publicado en Companion Bot. Mag. 1: 368. 1836.    La especie tipo es:  Rhamphicarpa tubulosa (L. f.) Benth. .	

## Especies seleccionadas
- Rhamphicarpa ajugifolia
- Rhamphicarpa albersii
- Rhamphicarpa angolensis
- Rhamphicarpa aquatica
- Rhamphicarpa asperrima
- Rhamphicarpa australiensis